# Hieronim (Shaw)
Hieronim, imię świeckie John Robert Shaw (ur. 26 grudnia 1946 w Waterberry) – amerykański biskup prawosławny służący w jurysdykcji Rosyjskiego Kościoła Prawosławnego poza granicami Rosji.

## Życiorys
Pochodzi z rodziny potomków pierwszych brytyjskich osadników w Stanach Zjednoczonych, został ochrzczony w Kościele anglikańskim i wychowany w duchu tego wyznania. Konwersji na prawosławie dokonał w wieku siedemnastu lat.
W 1968 ukończył studia na Uniwersytecie Pittsburskim, w zakresie języka rosyjskiego oraz historii Europy Wschodniej. W tym samym roku wstąpił do seminarium duchownego przy monasterze Trójcy Świętej w Jordanville, które ukończył w 1971. Podczas nauki w seminarium służył jako hipodiakon arcybiskupa waszyngtońskiego i florydzkiego Nikona. Tenże hierarcha wyświęcił go na diakona, a następnie na kapłana, co miało miejsce odpowiednio 11 i 25 kwietnia 1976. Ks. Shaw służył razem z arcybiskupem Nikonem w cerkwi św. Włodzimierza w Jackson. Po nieoczekiwanej śmierci arcybiskupa w 1976 duchowny przyjął propozycję arcybiskupa Chicago, Detroit i Środkowej Ameryki Serafina, by podjąć pracę duszpasterską w soborze Opieki Matki Bożej w Chicago. Służył tam do 1991, od 1984 jako protoprezbiter. Następnie objął parafię Trójcy Świętej w Milwaukee.
15 maja 2008 otrzymał nominację na biskupa Manhattanu, wikariusza eparchii wschodnioamerykańskiej i nowojorskiej. W związku z tym 5 grudnia 2008 złożył wieczyste śluby mnisze przed biskupem Caracas Janem, przyjmując imię zakonne Hieronim na cześć Hieronima ze Strydonu. Dwa dni później otrzymał godność archimandryty, zaś jego chirotonia biskupia odbyła się 10 grudnia 2008 w soborze Ikony Matki Bożej "Znak" w Nowym Jorku. Przyjął tytuł biskupa Manhattanu.
17 maja 2011 Rosyjski Kościół Prawosławny poza granicami Rosji utworzył odrębny wikariat dla parafii rytu zachodniego i mianował biskupa Hieronima pomocnikiem Pierwszego Hierarchy Rosyjskiego Kościoła Prawosławnego poza granicami Rosji ds. tychże placówek. Pod jego kierownictwem szybko wzrosła zarówno liczba parafii rytu zachodniego, jak i liczba służących w nich kapłanów. Hierarcha wyświęcał przy tym osoby bez odpowiedniego przygotowania, jak również przeprowadzał niespotykane w prawosławiu grupowe święcenia kapłańskie.
10 lipca 2013 Synod Biskupów Rosyjskiego Kościoła Prawosławnego poza granicami Rosji przeniósł go w stan spoczynku i odebrał mu zwierzchność nad parafiami rytu zachodniego. Zabronił mu również służyć w soborze katedralnym w Nowym Jorku, wyświęcać diakonów i kapłanów i nadawać im nagrody kościelne, zaś jako jego stałe miejsce pobytu i służby wyznaczył cerkiew św. Włodzimierza w Jackson. Jako przyczynę tej decyzji wskazano samowolę biskupa Hieronima, krytykę innych biskupów w listach do duchowieństwa i świeckich oraz posługiwanie się w czasie nabożeństw rytami i tekstami liturgicznymi, które nie zostały oficjalnie dopuszczone do użytku przez Synod. Anulowano niektóre przeprowadzone przez niego chirotonie kapłańskie i zlikwidowano sam wikariat parafii rytu zachodniego.
Autor przekładu gramatyki cerkiewnosłowiańskiej biskupa Alipiusza (Gamanowicza) na język angielski.